# Neophryxe vallina
Neophryxe vallina är en tvåvingeart som först beskrevs av Camillo Rondani 1861.  Neophryxe vallina ingår i släktet Neophryxe och familjen parasitflugor. Inga underarter finns listade i Catalogue of Life.